# FMY-TV
『Media Mixture Prpgram FMY-TV』（メディア・ミクスチャー・プログラム・エフエムワイ・ティーヴィー）は、エフエム山口 (FMY) とテレビ山口 (tys)、山口ケーブルビジョン (C-able) の3局共同制作の音楽番組。2005年2月放送開始、2008年3月放送終了。
最新の音楽情報や、エフエム山口の裏側を見せていく番組構成となっていた。テレビのみで放送され（FMYでは放送されていない）、FMYが番組の企画・構成を、tysとC-ableが実質的な番組製作を担当していた。相互に密接な関係にある3局である（tysとC-ableは同じ山口トヨタ自動車傘下、FMYと他の2局は業務提携関係）が、3局合同のレギュラープログラムはこの番組が初である。

## コーナー
- CLOSE UP（クローズ・アップ） - FMY-TVセレクトの注目曲や注目アーティストのPVを紹介。
- PICK OUT（ピック・アウト） - 地元のバンドやDJ、アーティストを紹介。ライブハウスやクラブ情報も紹介。
- BACKYORD TOUR（バックヤード・ツアー） - FMYの舞台裏にお邪魔するコーナー。パーソナリティへのインタビューなど。
- CONCERT&EVENT情報（コンサート＆イベント情報）
- hand&mind（ハンド＆マインド）
- Guest（ゲスト）

## 企画・製作など
- 企画：FMY
- 製作：tysビジョン（tysの番組製作子会社）
- 著作：tysテレビ山口、山口ケーブルビジョン

## MC
- アッキー（＝鈴木晶久、当時FMYアナウンサー）
- mikiwo

## 放送時間
- テレビ山口 (tys) ：日曜 25:20 - 25:35 （C-ableと同内容を先行放送）
- 山口ケーブルビジョン (C-able) ：月曜 - 日曜 15:45 - 16:00、25:00 - 25:15 （週替わりで同一内容を放送。月曜更新）

## その他
FMYは2005年10月にCIを行っているが、CI後のFMYのロゴタイプは、この番組で開始当初から使用されているロゴタイプと同じものが用いられている。見方を変えれば、FMYのCIの先行テスト的要素があったとも考えられる。